# Abdoulaye Diop (homme politique malien)
Pour les articles homonymes, voir Abdoulaye Diop et Diop.
Abdoulaye Diop, né en 1965 à Brazzaville (République du Congo), est un diplomate et un homme politique malien, ministre des Affaires étrangères et de la Coopération internationale du Mali à plusieurs reprises à partir de 2014. 

## Carrière et expérience professionnelles

### Formation
Abdoulaye Diop est diplômé l’École nationale d’administration d'Alger (ENA), de l’université de Paris XI (Sceaux) et de l'Institut international d'administration publique de Paris (IIAP).

### Parcours diplomatique au Mali
Il a été successivement coordonnateur de la cellule d’appui à l’ordonnateur national du Fonds européen de développement (ACP-EU), à la Direction de la coopération internationale du ministère des Affaires étrangères et de la Coopération internationale de 1992 à 1998, puis conseiller à l’ambassade du Mali auprès de la Belgique et de l’Union européenne de 1998 à 1999.
Abdoulaye Diop a également été conseiller du ministre des Affaires étrangères du Mali et de la Coopération internationale, chargé des questions politiques et diplomatiques de 1999 à 2000 avant d’être nommé conseiller diplomatique des présidents Alpha Oumar Konaré et Amadou Toumani Touré entre 2001 et 2003.
De 2003 à 2009 Abdoulaye Diop occupe le poste d’ambassadeur du Mali aux États-Unis, avec une juridiction qui couvre le Brésil, le Chili, le Mexique, le Pérou et l’Uruguay. 

### Fonctionnaire international
Abdoulaye Diop rejoint en 2009 le Programme alimentaire mondial où il occupe le poste de directeur des opérations au Malawi avant d’être promu en 2012 représentant du programme auprès de l’Union africaine et de la Commission économique des Nations unies pour l’Afrique (CEA) jusqu'en avril 2014.

### Ministre des Affaires étrangères
Il est nommé ministre des affaires étrangères et de la coopération internationale en 2014. Il est aussi négociateur en chef du gouvernement malien et responsable de la délégation ministérielle aux pourparlers de paix inclusifs inter-maliens qui se sont déroulés de juin 2014 à mai 2015 et qui ont débouché sur l'accord pour la paix et la réconciliation au Mali, signé à Bamako le 15 mai 2015 et parachevé le 20 juin 2015. L'accord est une contribution importante au maintien de l'unité du pays, de la paix et de la stabilité au Mali et dans la région.
En mai 2017, lors de l'élection d'Emmanuel Macron à la présidence de la République française, il rend hommage à l'action au Mali de son prédécesseur François Hollande.

### Second épisode international
En 2018, Abdoulaye Diop devient président d'honneur du Centre africain de veille et d’intelligence économique. De 2019 à 2021 il est directeur de cabinet du Président de la commission de l'Union Africaine, Moussa Faki Mahamat.

### Retour au gouvernement
En juin 2021 il redevient ministre des Affaires étrangères des différents gouvernements militaires de « transition » sous le colonel puis général Assimi Goïta,,.